# 貝利河
貝利河（法語：Béli）是西非的河流，屬於尼日爾河的支流，發源自馬里，經過布基納法索，最注在尼日爾的阿約魯注入尼日爾河，河道全長約140公里。
14°41′54″N 0°52′16″E / 14.69833°N 0.87111°E